# Phasia villosa
Phasia villosa är en tvåvingeart som först beskrevs av Wulp 1892.  Phasia villosa ingår i släktet Phasia och familjen parasitflugor. Inga underarter finns listade i Catalogue of Life.